# سلیم–سلیمان
سلیم مرچانت (انگلیسی: Salim Merchant) و سلیمان مرچانت (انگلیسی: Sulaiman Merchant) آهنگسازان فیلم اهل هند هستند.
سلیم مرچانت زاده ۳ مارس ۱۹۷۴ و سلیمان مرچانت زاده ۲۱ دسامبر ۱۹۷۰ هستند.

## فیلم‌شناسی
- شانس
- کریش ۳
- ۱۹۲۰
- شوک
- مد